# Presidente de Yugoslavia
El Presidente de la República Federativa Socialista de Yugoslavia, o Presidente de Yugoslavia en su forma corta, fue el cargo que ocupó la jefatura del estado de este país desde el 14 de enero de 1953 hasta el 4 de mayo de 1980. Josip Broz Tito ha sido la única persona en ocupar dicho cargo. Josip era también al mismo tiempo el Líder y Presidente de la Liga de los Comunistas de Yugoslavia. Tito fue declarado presidente de por vida y con su muerte en 1980 el puesto fue abolido y sustituido por la Presidencia Colectiva de Yugoslavia, un órgano colectivo.
La Constitución de 1946 definió el primer gobierno de Yugoslavia, al frente estaba un presidente (generalmente conocido como primer ministro) como la autoridad administrativa más alta en el país. Tito sirvió como primer ministro durante el periodo entero hasta la adopción de la nueva ley constitucional en 1953. Esta ley proclamó al país como una república socialista y suprimió todas las referencias anteriores a un gobierno, ministerios, etc. Se creó el cargo de Presidente de la República y el Consejo Ejecutivo Federal (CEF) para asuntos de gobierno. El Presidente servía como jefe de Estado y también como presidente del CEF, un cuerpo de 30-40 miembros algunos de los cuales serían seleccionados para ser secretarios federales. Broz fue nombrado Presidente el 14 de enero de 1953 y fue posteriormente reeligió el 29 de enero de 1954 y 19 de abril de 1958.
La Constitución de 1963 dio Broz un número ilimitado de mandatos. También definía el nuevo cargo de Presidente del Consejo Ejecutivo Federal, el cual dirigiría esta institución. Tito mantenía amplios poderes: nombraba al Consejo Ejecutivo Federal, era Jefe del Estado y comandante en jefe de las fuerzas armadas, y al mismo tiempo era el secretario general del partido comunista. Será reelegido por la Asamblea Federal bajo este sistema otra vez en 1963 y 1968.
Con las enmiendas constitucionales de 1971 se creó una presidencia colectiva nueva que constaba de representantes de las repúblicas que forman Yugoslavia, controlada por el presidente de la República. La Constitución de 1974 dio al entonces viejo presidente (de 82 años) un nuevo mandato ilimitado, haciéndole presidente de por vida. Finalmente, con la muerte de Tito el 4 de mayo de 1980 se abolió el cargo de Presidente de la República en favor de la presidencia colectiva que inauguró Lazar Koliševski.

## Lista de Presidentes de la República Federal Socialista de Yugoslavia
| Presidente                                                | Presidente | Presidente                  | Inicio              | Fin               | Partido                          |
| --------------------------------------------------------- | ---------- | --------------------------- | ------------------- | ----------------- | -------------------------------- |
| República Federativa Socialista de Yugoslavia (1945-1992) |            |                             |                     |                   |                                  |
|                                                           |            | Josip Broz Tito (1892-1980) | 14 de enero de 1953 | 4 de mayo de 1980 | Liga de Comunistas de Yugoslavia |